# Tribunal Records
Tribunal Records ist eine 1999 von Matt Rudzinski in Greensboro im Bundesstaat North Carolina gegründete Plattenfirma, die sich auf Metal und Hardcore Punk, sowie deren extremeren Subgenres spezialisiert hat. Tochterunternehmen ist Divebomb Records.

## Geschichte
Das Label wurde 1999 vom Killwhitneydead!-Musiker Matt Rudzinski gegründet. Das Label gilt als Sprungbrett für junge und aufstrebende Bands und verhalf Gruppen wie Atreyu, From Autumn to Ashes, Daylight Dies oder Scarlet zu Plattenverträgen bei größeren Musikunternehmen.
In den ersten Jahren hatte das Label mit finanziellen Engpässen zu kämpfen. Rudzinski erhielt in den Anfangsjahren finanzielle Unterstützung seiner Familie. Um die anfallenden Kosten decken zu können, steckte er zudem seine das Geld aus seiner Steuererklärung in das Label und verkaufte Teile seiner Musiksammlung. Im Gegensatz zu anderen Labels verzichtet er auf Werbeanzeigen, sondern arbeitet mit Mundpropaganda.
2005 vernichtete ein Feuer sein Büro, welches sich in seiner Wohnung befand. Im Jahr 2008 eröffnete Tochterlabel Divebomb Records seine Pforten. 2016 veröffentlichte Tribunal Records ihr hundertstes Album; Divebomb sein 75tes.

## Bands
- Age of Ruin
- Animosity
- Atreyu
- Blatant Disarray
- Bloodjiin
- Canvas Solaris
- Century
- Colossus
- Daylight Dies
- Deadsoil
- The Demonstration
- Dreamscape of the Perverse
- Dr. Living Dead
- Enemy Is Us
- Forté
- From Autumn to Ashes
- From the Shallows
- He Is Legend
- Her Candane
- Inferi
- Iron Thrones
- Jonas Sees in Colors
- Jonin
- Killwhitneydead!
- The Kiss of Death
- KONG!
- Labyrinthe
- Last Chance to Reason
- Liferuiner
- Line of Fire
- Samahdi
- Scarlet
- Since the Day
- Six Reasons to Kill
- Slowmotion Apocalypse
- Swift
- The Taste of Blood
- A Thousand Times Repent
- The Underwater
- Vale of Pnath
- Vanisher
- Widow
- Woe of Tyrants
- Wombwrecker